# Малави на Олимпийских играх
Малави принимала участие в 9 летних Олимпийских играх. Дебютировала на летних Олимпийских играх в Мюнхене, однако затем пропустила Игры в Монреале и в Москве, и вернулась в Олимпийскую семью только в 1984 году на летних Олимпийских играх в Лос-Анджелесе. С тех пор участвовала во всех летних играх. В зимних Олимпийских играх Малави не участвовала. Спортсмены этой страны никогда не завоёвывали олимпийских медалей.

## См.также
- Список знаменосцев Малави на Олимпийских играх
- Малави на Паралимпийских играх
- Малави на Универсиадах
- Малави на юношеских Олимпийских играх
- Малави на Играх Содружества
- Малави на Африканских играх